# Jester (DC Comics)
Il Giullare (Jester) è un personaggio dei fumetti pubblicati dalla DC Comics. È un supereroe della Golden Age creato da Paul Gustavson e pubblicato dalla Quality Comics. Comparve per la prima volta in Smash Comics n. 22 (maggio 1941). Come la maggior parte dei personaggi della Quality, il Giullare fu successivamente acquisito dalla DC e inserito nel suo universo. Sebbene poco utilizzato dall'editore, comparve in All-Star Squadron n. 31 e n. 60.

## Biografia del personaggio
La recluta della polizia Chuck Lane venne a conoscenza della sua diretta discendenza da un giullare da corte medievale. A causa di ciò, e del fatto che sentiva di non fare abbastanza bene come solo poliziotto, divenne un avventuriere con un costume colorato conosciuto come Il Giullare. Il Giullare è un comico combattente del crimine. È conosciuto per essere un eroe incomiabile la cui risata e le campane suonanti erano un segno riconoscibile dai suoi nemici. Il suo costume veniva indossato sotto la sua uniforme da poliziotto.
Il Giullare divenne un membro sia dell'All-Star Squadron che dei Combattenti per la Libertà di Zio Sam. La sua ultima missione registrata fu nel 1952, qualche tempo dopo che smise di essere Il Giullare per dedicarsi a tempo pieno alla sua attività di poliziotto. Da lì in poi il Giullare non fu più visto.

## Poteri e abilità
Il Giullare non possiede alcun superpotere, ma è un grande atleta ed un buon combattente nel corpo a corpo e in qualche avventura successiva fu aiutato da una piccola sfera volante con una faccia sorridente che manovrò dal lato chiamato Quinopolis. È anche un abilissimo detective addestrato in varie procedure di polizia.